# Joseph Bovet
Abbé Joseph Bovet (* 8. Oktober 1879 in Sâles bei Gruyères; † 10. Februar 1951 in Clarens, Gemeinde Montreux) war ein Schweizer Komponist und katholischer Priester.

## Leben und Werk
Joseph Bovet besuchte nach der Grundausbildung im Collège Saint-Charles in Romont von 1896 bis 1900 das Kollegium St. Michael in Freiburg im Üechtland. Er studierte danach bis 1901 im Kloster Einsiedeln. 1903 machte er einen Studienaufenthalt in der Abtei Seckau, um darauf in Freiburg i. Üe. das Priesterseminar zu absolvieren.
1905 wurde Bovet zum Priester geweiht. Von 1905 bis 1908 verbrachte er seine Zeit als Vikar in der Pfarrei Notre-Dame in Genf. Danach kehrte er nach Freiburg zurück, um am Lehrer- und 1910 am Priesterseminar als Gesangslehrer zu wirken. Bovet wurde 1923 zum Kapellmeister und 1930 zum Domherr an der Kathedrale St. Nikolaus ernannt und somit zum einflussreichen Musikschaffenden in der ganzen Region. Er war Bürger von Promasens (heute Rue).
Bovet komponierte über 2000 Werke, davon rund die Hälfte weltlicher Art. 1985 veröffentlichte Jean-Louis Matthey sein Werkverzeichnis. Als bekanntestes Lied gilt Le vieux chalet, das über die Landesgrenzen hinaus berühmt ist.
Bovet wurde in Freiburg für seine Musikfeste und seine Beteiligung an der Cäcilianismus-Bewegung hochgeschätzt und entsprechend mit Denkmälern in Bulle und Freiburg geehrt.
1955 wurde das von Jakob Probst geschaffene Abbé-Bovet-Denkmal im Beisein von Bundespräsident Philipp Etter, General Guisan und weiteren Behördenvertretern sowie 3'500 Chormitgliedern eingeweiht.